# Plosdorf
Plosdorf ist eine Ortschaft in der Marktgemeinde Böheimkirchen, Niederösterreich.

## Geografie
Das Dorf befindet sich einen Kilometer südlich von Böheimkirchen, etwas nördlich von Furth und ist über die Landesstraße L110 mit beiden Orten verbunden. Am 1. Jänner 2024 zählte das Dorf 157 Einwohner.

## Geschichte
Im Franziszeischen Kataster von 1821 ist Plosdorf als kleines Dorf mit mehreren kleinen Höfen verzeichnet. Laut Adressbuch von Österreich waren im Jahr 1938 in Plosdorf zwei Binder, ein Milchhändler, eine Mühle, ein Schuster und einige Landwirte ansässig.